# Theodor-Heuss-Platz
För tunnelbanestationen, se Theodor-Heuss-Platz (Berlins tunnelbana).

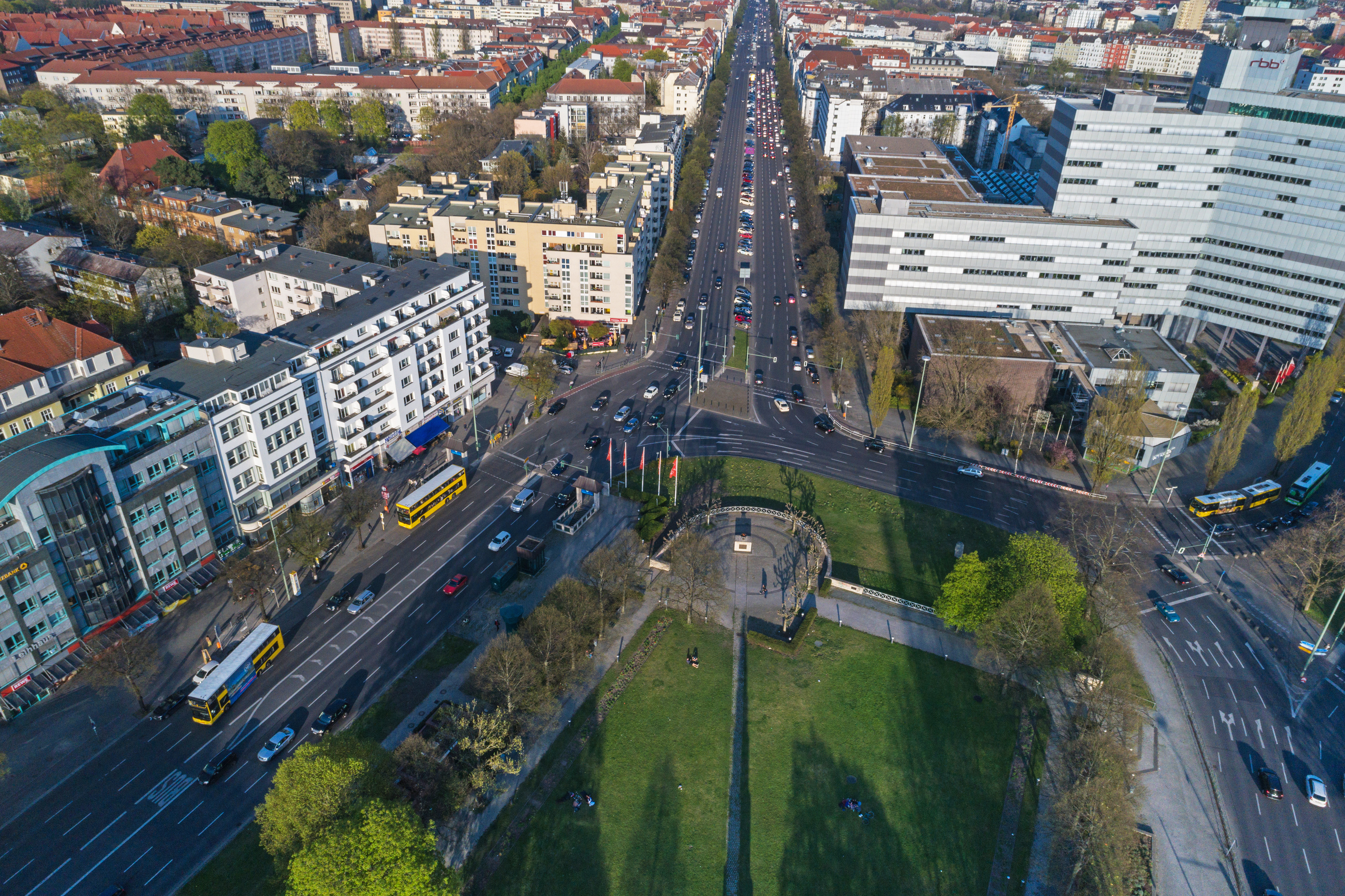
Theodor-Heuss-Platz.

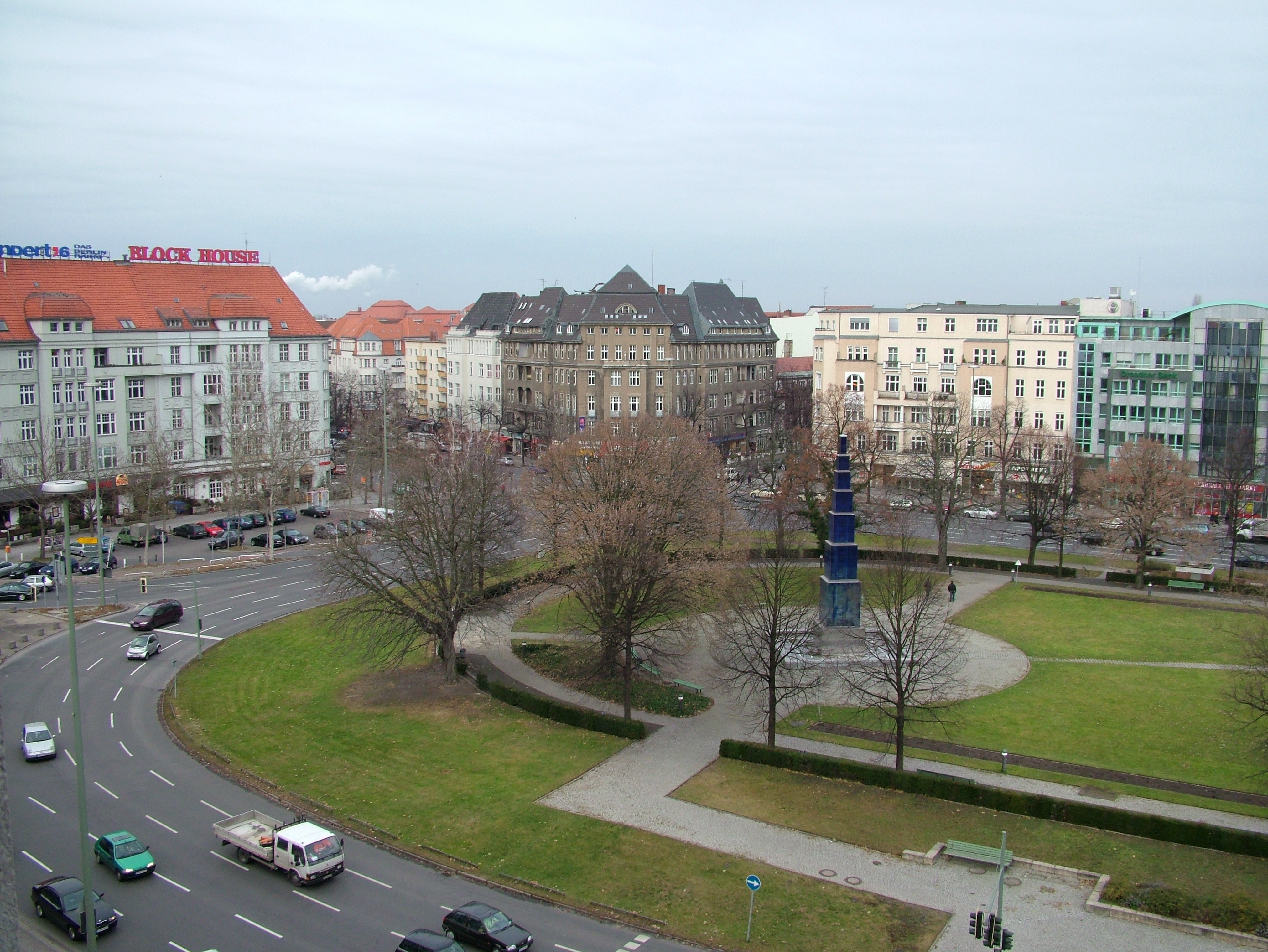
Theodor-Heuss-Platz 2004.

Theodor-Heuss-Platz är ett torg i stadsdelen Westend i Berlin. Det är uppkallat efter Theodor Heuss, som var Västtysklands förste förbundspresident. 
Theodor-Heuss-Platz kallades från början för Reichskanzlerplatz. Mellan 1933 och 1947 hette torget Adolf-Hitler-Platz. Under 1930-talet planerade man ett tag att ge torget namnet Mussoliniplatz, men detta blev aldrig av. Under torget finns en tunnelbanestation med samma namn och vid torget finns bland annat huvudkontoret för RBB.